# Metaplàsia

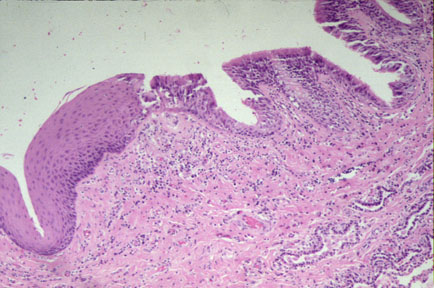
Mostra histològica d'un teixit epitelial que presenta metaplàsia

La metaplàsia és una adaptació cel·lular que implica un canvi en el patró d'expressió que condueix a una diferenciació cel·lular diferent. Es produeix fonamentalment als epitelis, ja que les seves cèl·lules són les que es troben en contacte amb l'exterior, però també es pot trobar en cèl·lules mesenquimàtiques. Aquesta adaptació es produeix a conseqüència d'una re-diferenciació reversible des d'un tipus epitelial o mesenquimàtic a un altre tipus cel·lular, bé sigui per adaptació ambiental (e.g. agressió mecànica) o bé associat a un procés inflamatori.
Una de les metaplàsies més comunes és la que es produeix a l'epiteli respiratori bronquial. És provocada pel fum del tabac i, per tant, sol estar associada a individus fumadors. En aquesta metaplàsia es produeix un canvi d'un epiteli pseudoestratificat a un epiteli escatós estratificat. S'observen limfòcits CD8+ i CD3+ al teixit epitelial que indiquen que hi ha inflamació. També hi ha una pèrdua de les cèl·lules caliciformes i de secreció de moc a la zona metaplàsica. Com que és una adaptació reversible, si l'individu afectat deixa de fumar el procés metaplàsic revertiria i passat un cert temps l'epiteli tornaria a estar en condicions normals.